# Municipi de Vallensbæk
El municipi de Vallensbæk és un petit municipi danès situat al nord-est de l'illa de Sjælland, al nord de la badia de Køge, a la perifèria de Copenhaguen, abastant una superfície de 9 km². Amb la Reforma Municipal Danesa del 2007 va passar a formar part de la Regió de Hovedstaden, però no va ser afectat territorialment gràcies a un acord de col·laboració amb el municipi d'Ishøj que li va permetre continuar com a entitat independent.

## Consell municipal
Resultats de les eleccions del 18 de novembre del 2009:
| Partit                      | vots | % vots |
| --------------------------- | ---- | ------ |
| Socialdemokratiet           | 1743 | 24,1   |
| Det Konservative Folkeparti | 3855 | 53,2   |
| Socialistisk Folkeparti     | 656  | 9,1    |
| Dansk Folkeparti            | 557  | 7,7    |
| Venstre                     | 432  | 6,0    |

### Alcaldes
| Alcalde       | Període               | Partit                      |
| ------------- | --------------------- | --------------------------- |
| Kurt Hockerup | 1-1-2007 a 31-12-2009 | Det Konservative Folkeparti |
|               | 1-1-2010 a 31-12-2013 |                             |